# Vintage S
Vintage S è il primo album greatest hits della cantante giapponese Megumi Hayashibara uscito il 26 aprile 2000 per la King Records. L'album ha raggiunto la sesta posizione della classifica degli album più venduti in Giappone.

## Tracce
1. Give a Reason
2. ~infinity~∞
3. Going History
4. Until Strawberry Sherbet
5. Midnight Blue
6. Touch Yourself
7. Raging Waves
8. ~Sorekara~ (~それから~)
9. Successful Mission
10. Fine Colorday
11. Lively Motion
12. Proof of Myself
13. A House Cat
14. Oyasumi Nasai Ashita wa Ohayou (おやすみなさい 明日はおはよう)
15. Niji-iro no Sneaker (虹色のSneaker)